# Asociación del Fútbol Argentino
Argentyński Związek Piłki Nożnej (hiszp. Asociación del Fútbol Argentino, AFA) – ogólnokrajowy związek sportowy, działający na terenie Argentyny z siedzibą w Buenos Aires, posiadający osobowość prawną, będący jedynym prawnym reprezentantem argentyńskiej piłki nożnej (jedenastoosobowej, halowej, plażowej), zarówno mężczyzn, jak i kobiet, we wszystkich kategoriach wiekowych w kraju i za granicą.

## Historia
Związek został złożony 21 lutego 1893 przez szkockiego imigranta Alexandra Watsona Huttona. Argentyński związek jest najstarszym w Ameryce Południowej oraz jednym z najstarszych na świecie. Od 1912 jest członkiem FIFA, a od 1916 członkiem CONMEBOL. Od 1979 prezesem jest Julio Grondona.